# Rensing
Rensing is een bestuurslaag in het regentschap Oost-Lombok van de provincie West-Nusa Tenggara, Indonesië. Rensing telt 10.924 inwoners (volkstelling 2010).